# Svájc az 1988. évi nyári olimpiai játékokon
Svájc a dél-koreai Szöulban megrendezett 1988. évi nyári olimpiai játékok egyik részt vevő nemzete volt. Az országot az olimpián 17 sportágban 99 sportoló képviselte, akik összesen 4 érmet szereztek.

## Érmesek
| Érem  | Versenyző                                                            | Sportág  | Versenyszám        |
| ----- | -------------------------------------------------------------------- | -------- | ------------------ |
| Ezüst | Beat Schwerzmann Ueli Bodenmann                                      | Evezés   | Férfi kétpárevezős |
| Ezüst | Christine Stückelberger Otto Hofer Daniel Ramseier Samuel Schatzmann | Lovaglás | Csapat díjlovaglás |
| Bronz | Werner Günthör                                                       | Atlétika | Férfi súlylökés    |
| Bronz | Christine Stückelberger                                              | Lovaglás | Egyéni díjlovaglás |

## Atlétika
Férfi
| Versenyző          | Versenyszám | Előfutam | Előfutam | Előfutam | Elődöntő      | Elődöntő      | Elődöntő      | Döntő         | Döntő         |
| Versenyző          | Versenyszám | Idő      | Hely.    | Össz.    | Idő           | Hely.         | Össz.         | Idő           | Helyezés      |
| ------------------ | ----------- | -------- | -------- | -------- | ------------- | ------------- | ------------- | ------------- | ------------- |
| Markus Hacksteiner | 1500 m      | 3:39,05  | 4.       | 4.       | 3:39,18       | 7.            | 13.           | kiesett       | kiesett       |
| Peter Wirz         | 1500 m      | 3:41,26  | 4.       | 13.      | nem ért célba | nem ért célba | nem ért célba | kiesett       | kiesett       |
| Marco Rapp         | 1500 m      | 3:42,64  | 6.       | 27.      | kiesett       | kiesett       | kiesett       | kiesett       | kiesett       |
| Pierre Délèze      | 5000 m      | 14:12,79 | 11.      | 41.      | kiesett       | kiesett       | kiesett       | kiesett       | kiesett       |
| Bruno Lafranchi    | Maraton     |          |          |          |               |               |               | nem ért célba | nem ért célba |

| Versenyző      | Versenyszám   | Selejtező | Selejtező | Döntő    | Döntő    |
| Versenyző      | Versenyszám   | Eredmény  | Helyezés  | Eredmény | Helyezés |
| -------------- | ------------- | --------- | --------- | -------- | -------- |
| Werner Günthör | Súlylökés     | 20,70 m   | 4.        | 21,99 m  |          |
| Rudolf Steiner | Gerelyhajítás | 76,02 m   | 24.       | kiesett  | kiesett  |

| Versenyző        | Versenyszám | 100 m | 100 m | Távolugrás | Távolugrás | Súlylökés | Súlylökés | Magasugrás | Magasugrás | 400 m | 400 m | 110 m gát | 110 m gát | Diszkoszvetés | Diszkoszvetés | Rúdugrás | Rúdugrás | Gerelyhajítás | Gerelyhajítás | 1500 m  | 1500 m | Végeredmény | Végeredmény |
| Versenyző        | Versenyszám | Idő   | Pont  | Eredmény   | Pont       | Eredmény  | Pont      | Eredmény   | Pont       | Idő   | Pont  | Idő       | Pont      | Eredmény      | Pont          | Eredmény | Pont     | Eredmény      | Pont          | Idő     | Pont   | Pont        | Helyezés    |
| ---------------- | ----------- | ----- | ----- | ---------- | ---------- | --------- | --------- | ---------- | ---------- | ----- | ----- | --------- | --------- | ------------- | ------------- | -------- | -------- | ------------- | ------------- | ------- | ------ | ----------- | ----------- |
| Beat Gähwiler    | Tízpróba    | 11,18 | 821   | 734 cm     | 896        | 14,48 m   | 758       | 194 cm     | 749        | 49,02 | 860   | 15,11     | 836       | 42,46 m       | 715           | 470 cm   | 819      | 65,84 m       | 826           | 4:16,74 | 834    | 8114        | 12.         |
| Christian Gugler | Tízpróba    | 11,49 | 755   | 702 cm     | 818        | 13,80 m   | 716       | 203 cm     | 831        | 50,60 | 787   | 15,22     | 823       | 39,08 m       | 646           | 470 cm   | 819      | 60,92 m       | 752           | 4:21,93 | 798    | 7745        | 22.         |
| Severin Moser    | Tízpróba    | 11,10 | 838   | 698 cm     | 809        | 12,69 m   | 648       | 185 cm     | 670        | 48,63 | 879   | 15,13     | 834       | 38,04 m       | 625           | 470 cm   | 819      | 49,52 m       | 581           | 4:21,90 | 799    | 7502        | 27.         |

Női
| Versenyző                    | Versenyszám | Előfutam | Előfutam | Előfutam | Negyeddöntő | Negyeddöntő | Negyeddöntő | Elődöntő | Elődöntő | Elődöntő | Döntő   | Döntő    |
| Versenyző                    | Versenyszám | Idő      | Hely.    | Össz.    | Idő         | Hely.       | Össz.       | Idő      | Hely.    | Össz.    | Idő     | Helyezés |
| ---------------------------- | ----------- | -------- | -------- | -------- | ----------- | ----------- | ----------- | -------- | -------- | -------- | ------- | -------- |
| Regula Aebi                  | 200 m       | 23,22    | 4.       | 18.      | 22,88       | 4.          | 12.*        | 23,33    | 8.       | 16.      | kiesett | kiesett  |
| Cornelia Bürki               | 1500 m      | 4:10,89  | 10.      | 20.      |             |             |             |          |          |          | kiesett | kiesett  |
| Cornelia Bürki               | 3000 m      | 8:48,37  | 9.       | 9.       |             |             |             |          |          |          | 8:48,32 | 11.      |
| Martine Oppliger-Bouchonneau | 10 000 m    | 32:28,26 | 14.      | 24.      |             |             |             |          |          |          | kiesett | kiesett  |
| Genoveva Eichenmann          | Maraton     |          |          |          |             |             |             |          |          |          | 2:44:37 | 47.      |
| Rosmarie Müller              | Maraton     |          |          |          |             |             |             |          |          |          | 2:47:31 | 48.      |
| Rita Heggli                  | 100 m gát   | 13,72    | 4.       | 25.      | 13,95       | 8.          | 20.         | kiesett  | kiesett  | kiesett  | kiesett | kiesett  |
| Anita Protti                 | 400 m gát   | 54,81    | 2.       | 2.       |             |             |             | 54,56    | 5.       | 8.       | kiesett | kiesett  |

| Versenyző       | Versenyszám   | Selejtező | Selejtező | Döntő    | Döntő    |
| Versenyző       | Versenyszám   | Eredmény  | Helyezés  | Eredmény | Helyezés |
| --------------- | ------------- | --------- | --------- | -------- | -------- |
| Denise Thiémard | Gerelyhajítás | 61,74 m   | 11.       | 58,54 m  | 9.       |

| Versenyző         | Versenyszám | 100 m gát | 100 m gát | Magasugrás | Magasugrás | Súlylökés | Súlylökés | 200 m | 200 m | Távolugrás | Távolugrás | Gerelyhajítás | Gerelyhajítás | 800 m   | 800 m | Végeredmény | Végeredmény |
| Versenyző         | Versenyszám | Idő       | Pont      | Eredmény   | Pont       | Eredmény  | Pont      | Idő   | Pont  | Eredmény   | Pont       | Eredmény      | Pont          | Idő     | Pont  | Pont        | Helyezés    |
| ----------------- | ----------- | --------- | --------- | ---------- | ---------- | --------- | --------- | ----- | ----- | ---------- | ---------- | ------------- | ------------- | ------- | ----- | ----------- | ----------- |
| Corinne Schneider | Hétpróba    | 13,85     | 1000      | 186 cm     | 1054       | 11,58 m   | 633       | 24,87 | 899   | 605 cm     | 865        | 47,50 m       | 812           | 2:14,93 | 894   | 6157        | 13.         |

* - egy másik versenyzővel azonos eredményt ért el

## Birkózás
Kötöttfogású
| Versenyző     | Versenyszám | Vigaszágas kiesés | Vigaszágas kiesés | Helyosztók                      | Helyosztók        | Bronz- mérkőzés   | Döntő             | Helyezés |
| Versenyző     | Versenyszám | Vigaszágas kiesés | Vigaszágas kiesés | 7. helyért                      | 5. helyért        | Bronz- mérkőzés   | Döntő             | Helyezés |
| Versenyző     | Versenyszám | Ellenfél Eredmény | Hely.             | Ellenfél Eredmény               | Ellenfél Eredmény | Ellenfél Eredmény | Ellenfél Eredmény | Helyezés |
| ------------- | ----------- | --- | ----------------- | ------------------------------- | ----------------- | ----------------- | ----------------- | -------- |
| Hugo Dietsche | 62 kg       | B csoport · Zeki Şahin (TUR) · 3–2 · Peter Behl (FRG) · passzivitás · Bódi Jenő (HUN) · 1–4 · Zsivko Vangelov (BUL) · kétvállas | 4.                | Gilles Jalabert (FRA) · sérülés |                   |                   |                   | 8.       |

Szabadfogású
| Versenyző             | Versenyszám | Vigaszágas kiesés | Vigaszágas kiesés | Helyosztók        | Helyosztók        | Bronz- mérkőzés   | Döntő             | Helyezés    |
| Versenyző             | Versenyszám | Vigaszágas kiesés | Vigaszágas kiesés | 7. helyért        | 5. helyért        | Bronz- mérkőzés   | Döntő             | Helyezés    |
| Versenyző             | Versenyszám | Ellenfél Eredmény | Hely.             | Ellenfél Eredmény | Ellenfél Eredmény | Ellenfél Eredmény | Ellenfél Eredmény | Helyezés    |
| --------------------- | ----------- | --- | ----------------- | ----------------- | ----------------- | ----------------- | ----------------- | ----------- |
| Ludwig Küng           | 62 kg       | B csoport · Javier Rincon (COL) · kétvállas · Paul Farrugia (MLT) · kétvállas · Jörg Helmdach (FRG) · 0–6 · Karsten Polky (GDR) · 3–7 | 6.                | kiesett           | kiesett           | kiesett           | kiesett           | helyezetlen |
| René Neyer            | 68 kg       | B csoport · Andrzej Kubiak (POL) · 8–14 · Pak Csangszun (Park Jang-Sun) (KOR) · 0–15                                                  | 13.               | kiesett           | kiesett           | kiesett           | kiesett           | helyezetlen |
| Pierre-Didier Jollien | 82 kg       | A csoport · Jozef Lohyňa (TCH) · 0–15 · Chris Rinke (CAN) · 1–10                                                                      | 12.               | kiesett           | kiesett           | kiesett           | kiesett           | helyezetlen |

## Cselgáncs
| Versenyző         | Versenyszám | Csoport | Selejtező                              | 32-es főtábla                   | Nyolcaddöntő      | Negyeddöntő       | Elődöntő          | Vigaszág nyolcaddöntő | Vigaszág negyeddöntő | Vigaszág elődöntő | Bronz- mérkőzés   | Döntő             | Helyezés |
| Versenyző         | Versenyszám | Csoport | Ellenfél Eredmény                      | Ellenfél Eredmény               | Ellenfél Eredmény | Ellenfél Eredmény | Ellenfél Eredmény | Ellenfél Eredmény     | Ellenfél Eredmény    | Ellenfél Eredmény | Ellenfél Eredmény | Ellenfél Eredmény | Helyezés |
| ----------------- | ----------- | ------- | -------------------------------------- | ------------------------------- | ----------------- | ----------------- | ----------------- | --------------------- | -------------------- | ----------------- | ----------------- | ----------------- | -------- |
| Olivier Schaffter | Váltósúly   | B       | Jason Morris (USA) · 0000–0000 (bírói) | kiesett                         | kiesett           | kiesett           | kiesett           |                       |                      |                   |                   |                   | 34.      |
| Clemens Jehle     | Nehézsúly   | A       |                                        | Andrzej Basik (POL) · 0000–0001 | kiesett           | kiesett           | kiesett           |                       |                      |                   |                   |                   | 19.      |

## Evezés
Férfi
| Versenyző                                                               | Versenyszám      | Előfutam | Előfutam | Vigaszág | Vigaszág | Elődöntő | Elődöntő | Döntő | Döntő      | Döntő      | Helyezés    |
| Versenyző                                                               | Versenyszám      | Idő      | Hely.    | Idő      | Hely.    | Idő      | Hely.    | Típus | Idő        | Hely.      | Helyezés    |
| ----------------------------------------------------------------------- | ---------------- | -------- | -------- | -------- | -------- | -------- | -------- | ----- | ---------- | ---------- | ----------- |
| Beat Schwerzmann Ueli Bodenmann                                         | Kétpárevezős     | 6:22,39  | 4.       | 6:37,86  | 1.       | 6:19,99  | 3.       | A     | 6:22,59    | 2.         |             |
| Martin Honegger Marcel Hotz Bruno Saile Günter Schneider Jörg Weitnauer | Kormányos négyes | 6:27,52  | 3.       |          |          | 7:55,92  | 6.       | B     | nem indult | nem indult | helyezetlen |

## Íjászat
Női
| Versenyző      | Versenyszám | Selejtező | Selejtező | Nyolcaddöntő | Nyolcaddöntő | Negyeddöntő | Negyeddöntő | Elődöntő | Elődöntő | Döntő   | Döntő    |
| Versenyző      | Versenyszám | Pont      | Hely.     | Pont         | Hely.        | Pont        | Hely.       | Pont     | Hely.    | Pont    | Helyezés |
| -------------- | ----------- | --------- | --------- | ------------ | ------------ | ----------- | ----------- | -------- | -------- | ------- | -------- |
| Vreny Burger   | Egyéni      | 1208      | 39.       | kiesett      | kiesett      | kiesett     | kiesett     | kiesett  | kiesett  | kiesett | kiesett  |
| Nadia Gautschi | Egyéni      | 1194      | 45.       | kiesett      | kiesett      | kiesett     | kiesett     | kiesett  | kiesett  | kiesett | kiesett  |

## Kajak-kenu
Férfi
| Versenyző      | Versenyszám       | Előfutam | Előfutam | Előfutam | Vigaszág | Vigaszág | Vigaszág | Elődöntő | Elődöntő | Elődöntő | Döntő   | Döntő    |
| Versenyző      | Versenyszám       | Idő      | Hely.    | Össz.    | Idő      | Hely.    | Össz.    | Idő      | Hely.    | Össz.    | Idő     | Helyezés |
| -------------- | ----------------- | -------- | -------- | -------- | -------- | -------- | -------- | -------- | -------- | -------- | ------- | -------- |
| Luzius Philipp | Kajak egyes 500 m | 1:49,08  | 4.       | 14.      | kiesett  | kiesett  | kiesett  | kiesett  | kiesett  | kiesett  | kiesett | kiesett  |

## Kerékpározás

### Országúti kerékpározás
Férfi
| Versenyző      | Versenyszám   | Idő             | Helyezés |
| -------------- | ------------- | --------------- | -------- |
| Marcel Stäuble | Mezőnyverseny | 4:32:56 (+0:34) | 26.      |
| Daniel Steiger | Mezőnyverseny | 4:32:56 (+0:34) | 35.      |
| Felice Puttini | Mezőnyverseny | 4:32:56 (+0:34) | 79.      |

Női
| Versenyző             | Versenyszám   | Idő             | Helyezés |
| --------------------- | ------------- | --------------- | -------- |
| Edith Schönenberger   | Mezőnyverseny | 2:00:52 (+0:00) | 18.      |
| Baba Ganz             | Mezőnyverseny | 2:00:52 (+0:00) | 40.      |
| Brigitte Gyr-Gschwend | Mezőnyverseny | 2:00:52 (+0:00) | 41.      |

### Pálya-kerékpározás
Időfutam
| Név            | Versenyszám  | Idő      | Helyezés |
| -------------- | ------------ | -------- | -------- |
| Rocco Travella | Férfi egyéni | 1:06,209 | 9.       |

Üldözőversenyek
| Versenyző  | Versenyszám  | Selejtező | Selejtező | Nyolcaddöntő                  | Nyolcaddöntő | Negyeddöntő  | Negyeddöntő | Elődöntő     | Elődöntő  | Döntő        | Döntő     | Helyezés |
| Versenyző  | Versenyszám  | Idő       | Hely.     | Ellenfél Idő                  | Saját idő    | Ellenfél Idő | Saját idő   | Ellenfél Idő | Saját idő | Ellenfél Idő | Saját idő | Helyezés |
| ---------- | ------------ | --------- | --------- | ----------------------------- | ------------ | ------------ | ----------- | ------------ | --------- | ------------ | --------- | -------- |
| Bruno Risi | Férfi egyéni | 4:43,41   | 9.        | Gary Anderson (NZL) · 4:41,25 | 4:44,38      | kiesett      | kiesett     | kiesett      | kiesett   | kiesett      | kiesett   | kiesett  |

Pontverseny
| Név             | Versenyszám | Selejtező | Selejtező  | Selejtező | Döntő | Döntő      | Döntő    |
| Név             | Versenyszám | Pont      | Körhátrány | Hely.     | Pont  | Körhátrány | Helyezés |
| --------------- | ----------- | --------- | ---------- | --------- | ----- | ---------- | -------- |
| Philippe Grivel | Férfi       | 19        | -1         | 8.        | 4     | -3         | 20.      |

## Lovaglás
Díjlovaglás
| Versenyző                                                            | Ló               | Versenyszám | Selejtező | Selejtező | Döntő   | Döntő    |
| Versenyző                                                            | Ló               | Versenyszám | Pont      | Hely.     | Pont    | Helyezés |
| -------------------------------------------------------------------- | ---------------- | ----------- | --------- | --------- | ------- | -------- |
| Christine Stückelberger                                              | Gauguin de Lully | Egyéni      | 1430      | 4.        | 1417    |          |
| Otto Hofer                                                           | Andiamo          | Egyéni      | 1392      | 9.        | 1383    | 7.       |
| Daniel Ramseier                                                      | Random           | Egyéni      | 1342      | 11.       | 1330    | 11.      |
| Samuel Schatzmann                                                    | Rochus           | Egyéni      | 1225      | 39.*      | kiesett | kiesett  |
| Christine Stückelberger Otto Hofer Daniel Ramseier Samuel Schatzmann | lásd fentebb     | Csapat      |           |           | 4164    |          |

* - egy másik versenyzővel azonos eredményt ért el
Díjugratás
| Versenyző                                                    | Ló           | Versenyszám | Selejtező | Selejtező     | Selejtező     | Selejtező     | Döntő   | Döntő   | Döntő   | Döntő   | Döntő    |
| Versenyző                                                    | Ló           | Versenyszám | 1. kör    | 2. kör        | Össz.         | Össz.         | 1. kör  | 1. kör  | 2. kör  | Össz.   | Össz.    |
| Versenyző                                                    | Ló           | Versenyszám | Pont      | Pont          | Pont          | Hely.         | Pont    | Hely.   | Pont    | Pont    | Helyezés |
| ------------------------------------------------------------ | ------------ | ----------- | --------- | ------------- | ------------- | ------------- | ------- | ------- | ------- | ------- | -------- |
| Markus Fuchs                                                 | Shandor II   | Egyéni      | 22,50     | 45,00         | 67,50         | 39.           | 4,00    | 4.      | 8,00    | 12,00   | 7.       |
| Thomas Fuchs                                                 | Dollar Girl  | Egyéni      | 63,50     | 70,00         | 133,50        | 4.            | 4,00    | 4.      | 8,00    | 12,00   | 7.       |
| Philippe Guerdat                                             | Lanciano II  | Egyéni      | 25,50     | 48,00         | 73,50         | 36.           | 23,75   | 32.     | kiesett | kiesett | kiesett  |
| Walter Gabathuler                                            | Jogger       | Egyéni      | 22,50     | nem ért célba | nem ért célba | nem ért célba | kiesett | kiesett | kiesett | kiesett | kiesett  |
| Markus Fuchs Thomas Fuchs Philippe Guerdat Walter Gabathuler | lásd fentebb | Csapat      |           |               |               |               | 16,00   | 3.      | 28,25   | 44,25   | 7.       |

## Műugrás
Női
| Versenyző      | Versenyszám    | Selejtező | Selejtező | Döntő   | Döntő    |
| Versenyző      | Versenyszám    | Pont      | Helyezés  | Pont    | Helyezés |
| -------------- | -------------- | --------- | --------- | ------- | -------- |
| Beatrice Bürki | Egyéni műugrás | 400,32    | 16.       | kiesett | kiesett  |

## Öttusa
| Versenyző                              | Versenyszám | Lovaglás | Lovaglás | Lovaglás | Vívás    | Vívás | Vívás | Úszás   | Úszás | Úszás | Lövészet | Lövészet | Lövészet | Futás    | Futás | Futás | Összesen    | Összesen |
| Versenyző                              | Versenyszám | Idő      | Pont     | Hely.    | Pontszám | Pont  | Hely. | Idő     | Pont  | Hely. | Eredmény | Pont     | Hely.    | Idő      | Pont  | Hely. | Összes pont | Helyezés |
| -------------------------------------- | ----------- | -------- | -------- | -------- | -------- | ----- | ----- | ------- | ----- | ----- | -------- | -------- | -------- | -------- | ----- | ----- | ----------- | -------- |
| Peter Steinmann                        | Egyéni      | 1:42,72  | 920      | 38.      | 44–20    | 983   | 3.    | 3:22,90 | 1252  | 21.   | 184      | 780      | 56.      | 12:53,05 | 1246  | 3.    | 5181        | 9.       |
| Andy Jung                              | Egyéni      | 2:05,73  | 974      | 26.      | 37–27    | 864   | 15.   | 3:30,04 | 1192  | 34.   | 190      | 912      | 31.      | 14:12,91 | 1009  | 45.   | 4951        | 26.      |
| Peter Burger                           | Egyéni      | 1:48,35  | 938      | 36.      | 27–37    | 694   | 45.   | 3:32,74 | 1172  | 38.   | 184      | 780      | 56.      | 13:26,21 | 1147  | 20.   | 4731        | 42.      |
| Peter Steinmann Andy Jung Peter Burger | Csapat      |          | 2832     | 8.       |          | 2541  | 5.    |         | 3616  | 12.   |          | 2472     | 17.      |          | 3402  | 5.    | 14863       | 7.       |

## Sportlövészet
Férfi
| Versenyző             | Versenyszám           | Selejtező | Selejtező | Döntő   | Döntő    |
| Versenyző             | Versenyszám           | Pont      | Helyezés  | Pont    | Helyezés |
| --------------------- | --------------------- | --------- | --------- | ------- | -------- |
| Rolf Beutler          | Szabadpisztoly        | 545       | 36.       | kiesett | kiesett  |
| Rolf Beutler          | Légpisztoly           | 576       | 22.       | kiesett | kiesett  |
| Hans-Rudolf Schneider | Gyorstüzelő pisztoly  | 590       | 13.       | kiesett | kiesett  |
| Toni Küchler          | Gyorstüzelő pisztoly  | 589       | 16.       | kiesett | kiesett  |
| Hanspeter Ziörjen     | Légpuska              | 587       | 17.       | kiesett | kiesett  |
| Pierre-Alain Dufaux   | Légpuska              | 573       | 44.       | kiesett | kiesett  |
| Pierre-Alain Dufaux   | Sportpuska, fekvő     | 594       | 24.       | kiesett | kiesett  |
| Pierre-Alain Dufaux   | Sportpuska, összetett | 1158      | 35.       | kiesett | kiesett  |
| Norbert Sturny        | Sportpuska, összetett | 1166      | 18.       | kiesett | kiesett  |
| Norbert Sturny        | Sportpuska, fekvő     | 594       | 24.       | kiesett | kiesett  |

Női
| Versenyző           | Versenyszám           | Selejtező | Selejtező | Döntő   | Döntő    |
| Versenyző           | Versenyszám           | Pont      | Helyezés  | Pont    | Helyezés |
| ------------------- | --------------------- | --------- | --------- | ------- | -------- |
| Francine Antonietti | Légpisztoly           | 365       | 34.       | kiesett | kiesett  |
| Francine Antonietti | Sportpisztoly         | 569       | 32.       | kiesett | kiesett  |
| Irene Dufaux        | Légpuska              | 390       | 15.       | kiesett | kiesett  |
| Irene Dufaux        | Sportpuska, összetett | 581       | 9.        | kiesett | kiesett  |
| Gaby Bühlmann       | Sportpuska, összetett | 561       | 34.       | kiesett | kiesett  |
| Gaby Bühlmann       | Légpuska              | 394       | 4.        | 493,0   | 8.       |

## Szinkronúszás
| Versenyző               | Versenyszám | Selejtező           | Selejtező           | Selejtező       | Selejtező  | Selejtező  | Döntő           | Döntő      | Döntő      |
| Versenyző               | Versenyszám | Technikai gyakorlat | Technikai gyakorlat | Zenés gyakorlat | Összesítés | Összesítés | Zenés gyakorlat | Összesítés | Összesítés |
| Versenyző               | Versenyszám | Pont                | Hely.               | Pont            | Pont       | Hely.      | Pont            | Pont       | Helyezés   |
| ----------------------- | ----------- | ------------------- | ------------------- | --------------- | ---------- | ---------- | --------------- | ---------- | ---------- |
| Karin Singer            | Egyéni      | 90,600              | 10.                 | 94,40           | 185,000    | 5.         | 95,00           | 185,600    | 5.         |
| Edith Boss              | Egyéni      | 87,300              | 17.                 | kiesett         | kiesett    | kiesett    | kiesett         | kiesett    | kiesett    |
| Claudia Peczinka        | Egyéni      | 84,067              | 24.                 | kiesett         | kiesett    | kiesett    | kiesett         | kiesett    | kiesett    |
| Edith Boss Karin Singer | Páros       | 88,950              | 4.                  | 94,20           | 183,150    | 5.         | 95,00           | 183,950    | 5.         |

## Tenisz
Férfi
| Versenyző                    | Versenyszám | 64-es főtábla                     | 32-es főtábla                                                           | Nyolcaddöntő                                                                | Negyeddöntő       | Elődöntő          | Döntő             | Helyezés |
| Versenyző                    | Versenyszám | Ellenfél Eredmény                 | Ellenfél Eredmény                                                       | Ellenfél Eredmény                                                           | Ellenfél Eredmény | Ellenfél Eredmény | Ellenfél Eredmény | Helyezés |
| ---------------------------- | ----------- | --------------------------------- | ----------------------------------------------------------------------- | --------------------------------------------------------------------------- | ----------------- | ----------------- | ----------------- | -------- |
| Jakob Hlasek                 | Egyes       | Steve Alger (BER) · 6–3, 6–4, 6–2 | Zeeshan Ali (IND) · 6–4, 7–5, 7–5                                       | Stefan Edberg (SWE) · 2–6, 4–6, 6–7                                         | kiesett           | kiesett           | kiesett           | 9.       |
| Heinz Günthardt Jakob Hlasek | Páros       |                                   | Olaszország (ITA) · Omar Camporese · Diego Nargiso · 3–6, 7–6, 6–3, 7–6 | Jugoszlávia (YUG) · Slobodan Živojinović · Goran Ivanišević · 3–6, 6–7, 3–6 | kiesett           | kiesett           | kiesett           | 9.       |

## Torna
Férfi
| Versenyző       | Versenyszám      | Selejtező | Selejtező | Döntő    | Döntő    |
| Versenyző       | Versenyszám      | Pontszám  | Helyezés  | Pontszám | Helyezés |
| --------------- | ---------------- | --------- | --------- | -------- | -------- |
| Josef Zellweger | Talaj            | 19,15     | 57.       | kiesett  | kiesett  |
| Josef Zellweger | Ugrás            | 18,80     | 77.       | kiesett  | kiesett  |
| Josef Zellweger | Korlát           | 19,45     | 35.       | kiesett  | kiesett  |
| Josef Zellweger | Nyújtó           | 18,60     | 78.       | kiesett  | kiesett  |
| Josef Zellweger | Gyűrű            | 19,45     | 29.       | kiesett  | kiesett  |
| Josef Zellweger | Lólengés         | 19,15     | 43.       | kiesett  | kiesett  |
| Josef Zellweger | Egyéni összetett | 114,60    | 56.       | 115,450  | 31.*     |
| Bruno Cavelti   | Talaj            | 18,65     | 81.       | kiesett  | kiesett  |
| Bruno Cavelti   | Ugrás            | 18,75     | 79.       | kiesett  | kiesett  |
| Bruno Cavelti   | Korlát           | 18,80     | 77.       | kiesett  | kiesett  |
| Bruno Cavelti   | Nyújtó           | 19,15     | 50.       | kiesett  | kiesett  |
| Bruno Cavelti   | Gyűrű            | 18,95     | 67.       | kiesett  | kiesett  |
| Bruno Cavelti   | Lólengés         | 18,80     | 69.       | kiesett  | kiesett  |
| Bruno Cavelti   | Egyéni összetett | 113,10    | 74.       | kiesett  | kiesett  |

* - egy másik versenyzővel azonos eredményt ért el

## Úszás
Férfi
| Versenyző                                                | Versenyszám            | Előfutam | Előfutam | Előfutam | Döntő   | Döntő   | Döntő   | Helyezés |
| Versenyző                                                | Versenyszám            | Idő      | Hely.    | Össz.    | Típus   | Idő     | Hely.   | Helyezés |
| -------------------------------------------------------- | ---------------------- | -------- | -------- | -------- | ------- | ------- | ------- | -------- |
| Dano Halsall                                             | 100 m gyors            | 51,21    | 2.       | 23.      | kiesett | kiesett | kiesett | kiesett  |
| Dano Halsall                                             | 50 m gyors             | 22,61    | 1.       | 3.*      | A       | 22,83   | 4.      | 4.       |
| Stéfan Voléry                                            | 50 m gyors             | 23,04    | 3.       | 8.       | A       | 22,84   | 5.      | 5.       |
| Stéfan Voléry                                            | 100 m gyors            | 50,96    | 5.       | 17.      | B       | 50,74   | 3.      | 11.      |
| Stéfan Voléry                                            | 200 m gyors            | 1:52,94  | 2.       | 25.      | kiesett | kiesett | kiesett | kiesett  |
| Alberto Bottini                                          | 200 m gyors            | 1:51,45  | 8.       | 20.      | kiesett | kiesett | kiesett | kiesett  |
| Alberto Bottini                                          | 400 m gyors            | 3:57,92  | 5.       | 25.      | kiesett | kiesett | kiesett | kiesett  |
| Patrick Ferland                                          | 100 m hát              | 58,17    | 4.       | 24.      | kiesett | kiesett | kiesett | kiesett  |
| Patrick Ferland                                          | 200 m hát              | 2:07,77  | 2.       | 29.      | kiesett | kiesett | kiesett | kiesett  |
| Étienne Dagon                                            | 100 m mell             | 1:04,71  | 8.       | 27.      | kiesett | kiesett | kiesett | kiesett  |
| Étienne Dagon                                            | 200 m mell             | 2:18,68  | 4.       | 16.      | B       | 2:18,17 | 5.      | 13.      |
| Pierre-Yves Eberle                                       | 200 m mell             | 2:20,85  | 2.       | 26.      | kiesett | kiesett | kiesett | kiesett  |
| Pierre-Yves Eberle                                       | 100 m mell             | 1:04,53  | 2.       | 21.      | kiesett | kiesett | kiesett | kiesett  |
| Théophile David                                          | 100 m pillangó         | 56,77    | 5.       | 30.      | kiesett | kiesett | kiesett | kiesett  |
| Théophile David                                          | 200 m pillangó         | 2:05,58  | 7.       | 33.      | kiesett | kiesett | kiesett | kiesett  |
| Patrick Ferland Étienne Dagon Dano Halsall Stéfan Voléry | 4 × 100 m vegyes váltó | 3:48,09  | 3.       | 9.       | kiesett | kiesett | kiesett | kiesett  |

Női
| Versenyző               | Versenyszám | Előfutam | Előfutam | Előfutam | Döntő   | Döntő   | Döntő   | Helyezés |
| Versenyző               | Versenyszám | Idő      | Hely.    | Össz.    | Típus   | Idő     | Hely.   | Helyezés |
| ----------------------- | ----------- | -------- | -------- | -------- | ------- | ------- | ------- | -------- |
| Marie-Thérèse Armentero | 50 m gyors  | 26,32    | 2.       | 11.      | B       | 26,34   | 3.      | 11.      |
| Marie-Thérèse Armentero | 100 m gyors | 57,35    | 7.       | 18.      | kiesett | kiesett | kiesett | kiesett  |
| Eva Gysling             | 100 m hát   | 1:05,07  | 6.*      | 20.*     | kiesett | kiesett | kiesett | kiesett  |
| Eva Gysling             | 200 m hát   | 2:24,61  | 5.       | 27.      | kiesett | kiesett | kiesett | kiesett  |
| Patricia Brülhart       | 100 m mell  | 1:15,00  | 7.       | 30.      | kiesett | kiesett | kiesett | kiesett  |
| Patricia Brülhart       | 200 m mell  | 2:42,82  | 5.       | 36.      | kiesett | kiesett | kiesett | kiesett  |

* - egy másik versenyzővel azonos eredményt ért el

## Vitorlázás
Férfi
| Versenyző                | Versenyszám    | Futam  | Futam | Futam | Futam  | Futam | Futam | Futam | Pontszám | Helyezés |
| Versenyző                | Versenyszám    | 1      | 2     | 3     | 4      | 5     | 6     | 7     | Pontszám | Helyezés |
| ------------------------ | -------------- | ------ | ----- | ----- | ------ | ----- | ----- | ----- | -------- | -------- |
| Jan Bonga                | Divízió II     | 3,0    | 25,0  | 22,0  | (30,0) | 8,0   | 18,0  | 5,7   | 81,7     | 9.       |
| Andreas Frey Jodok Wicki | 470-es osztály | (36,0) | 23,6  | 23,0  | 23,0   | 13,0  | 23,0  | 36,0  | 141,6    | 20.      |

Nyílt
| Versenyző                                                  | Versenyszám     | Futam | Futam | Futam  | Futam | Futam  | Futam   | Futam | Pontszám | Helyezés |
| Versenyző                                                  | Versenyszám     | 1     | 2     | 3      | 4     | 5      | 6       | 7     | Pontszám | Helyezés |
| ---------------------------------------------------------- | --------------- | ----- | ----- | ------ | ----- | ------ | ------- | ----- | -------- | -------- |
| Jean-Claude Vuithier, Jr. Marco Calderari Christian Hayner | Csillaghajó     | 20,0  | 21,0  | 25,0   | 21,0  | 22,0   | (28,0*) | 17,0  | 126,0    | 18.      |
| Edgar Röthlisberger Raymond Cattin                         | Tornádó         | 24,0  | 25,0  | 21,0   | 21,0  | (30,0) | 22,0    | 16,0  | 129,0    | 17.      |
| Alexander Schroff Daniel Schroff                           | Repülő hollandi | 14,0  | 16,0  | (22,0) | 20,0  | 22,0   | 22,0    | 13,0  | 107,0    | 16.      |

* - nem indult

## Vívás
Férfi
| Versenyző                                                               | Versenyszám       | Selejtező | Selejtező | Selejtező | Selejtező | Selejtező | Selejtező | Főtábla                        | Főtábla                      | Főtábla           | Vigaszág                        | Vigaszág                 | Vigaszág                  | Vigaszág          | Negyeddöntő             | Elődöntő                                | Döntő                                    | Helyezés |
| Versenyző                                                               | Versenyszám       | 1. kör | 1. kör    | 2. kör | 2. kör    | 3. kör | 3. kör    | 1. kör                         | 2. kör                       | 3. kör            | 1. kör                          | 2. kör                   | 3. kör                    | 4. kör            | Negyeddöntő             | Elődöntő                                | Döntő                                    | Helyezés |
| Versenyző                                                               | Versenyszám       | Ellenfél Eredmény | Hely.     | Ellenfél Eredmény | Hely.     | Ellenfél Eredmény | Hely.     | Ellenfél Eredmény              | Ellenfél Eredmény            | Ellenfél Eredmény | Ellenfél Eredmény               | Ellenfél Eredmény        | Ellenfél Eredmény         | Ellenfél Eredmény | Ellenfél Eredmény       | Ellenfél Eredmény                       | Ellenfél Eredmény                        | Helyezés |
| ----------------------------------------------------------------------- | ----------------- | --- | --------- | --- | --------- | --- | --------- | ------------------------------ | ---------------------------- | ----------------- | ------------------------------- | ------------------------ | ------------------------- | ----------------- | ----------------------- | --------------------------------------- | ---------------------------------------- | -------- |
| Patrice Gaille                                                          | Párbajtőr, egyéni | 10. csoport · Tong King King (HKG) · 5–0 · Witold Gadomski (POL) · 2–5 · John Llewellyn (GBR) · 3–5 · Philippe Riboud (FRA) · 3–5                   | 4.        | 6. csoport · I Szanggi (Lee Sang-gi) (KOR) · 4–5 · Juan Miguel Paz (COL) · 5–3 · Antônio Machado (BRA) · 5–2 · Vlagyimir Reznyicsenko (URS) · 5–2 | 1.        | 7. csoport · Ma Cse (Ma Zhi) (CHN) · 5–3 · Douglas Fonseca (BRA) · 5–4 · Martin Brill (NZL) · 5–4 · Michel Dessureault (CAN) · 4–5 · Angelo Mazzoni (ITA) · 4–5    | 4.        | Sandro Cuomo (ITA) · 7–10      |                              |                   | Michel Dessureault (CAN) · 10–9 | Stefan Joos (BEL) · 10–5 | Martin Brill (NZL) · 5–10 | kiesett           | kiesett                 | kiesett                                 | kiesett                                  | 13.      |
| Michel Poffet                                                           | Párbajtőr, egyéni | 12. csoport · Abdul Rahman Khalid (BRN) · 5–0 · Chan Khaj-száng (Chan Kai Sang) (HKG) · 5–1 · Thierry Soumagne (BEL) · 5–2 · Uwe Proske (GDR) · 5–2 | 1.        | 1. csoport · Ángel Fernández (ESP) · 5–3 · Rafael di Tella (ARG) · 5–4 · Michel Dessureault (CAN) · 5–3 · Torsten Kühnemund (GDR) · 3–5           | 2.        | 6. csoport · Axel Birnbaum (AUT) · 5–2 · Rafael di Tella (ARG) · 5–3 · Székely Zoltán (HUN) · 3–5 · I Szanggi (Lee Sang-gi) (KOR) · 1–5 · Arnd Schmitt (FRG) · 2–5 | 4.        | Jean-Michel Henry (FRA) · 10–4 | Alexander Pusch (FRG) · 4–10 |                   |                                 | Éric Srecki (FRA) · 10–5 | Arnd Schmitt (FRG) · 8–10 | kiesett           | kiesett                 | kiesett                                 | kiesett                                  | 15.      |
| André Kuhn                                                              | Párbajtőr, egyéni | 2. csoport · Óscar Pinto (POR) · 5–3 · Stéphane Ganeff (NED) · 5–4 · Roberto Lazzarini (BRA) · 1–5 · Sandro Cuomo (ITA) · 2–5                       | 3.        | 4. csoport · Younes Al-Mashmoum (KUW) · 5–4 · Cezary Siess (POL) · 5–1 · Jean-Michel Henry (FRA) · 4–5 · Arnd Schmitt (FRG) · 2–5                 | 3.        | 4. csoport · Pásztor Szabolcs (HUN) · 3–5 · Johannes Nagele (AUT) · 4–5 · Alexander Pusch (FRG) · 4–5 · Stefano Pantano (ITA) · 2–5 · Andrej Suvalov (URS) · 2–5   | 6.        | kiesett                        | kiesett                      | kiesett           | kiesett                         | kiesett                  | kiesett                   | kiesett           | kiesett                 | kiesett                                 | kiesett                                  | 46.      |
| Patrice Gaille André Kuhn Zsolt Madarasz Gérald Pfefferle Michel Poffet | Párbajtőr, csapat | 5. csoport · Kolumbia (COL) · 8–7 · Hongkong (HKG) · 9–1                                                                                            | 1.        | |           | |           | Kanada (CAN) · 9–6             |                              |                   |                                 |                          |                           |                   | Olaszország (ITA) · 5–9 | Az 5–8. helyért · Dél-Korea (KOR) · 8–8 | Az 5. helyért · Magyarország (HUN) · 8–4 | 5.       |

Női
| Versenyző            | Versenyszám | Selejtező | Selejtező | Selejtező         | Selejtező | Selejtező         | Selejtező | Főtábla           | Főtábla           | Vigaszág          | Vigaszág          | Negyeddöntő       | Elődöntő          | Döntő             | Helyezés |
| Versenyző            | Versenyszám | 1. kör | 1. kör    | 2. kör            | 2. kör    | 3. kör            | 3. kör    | 1. kör            | 2. kör            | 1. kör            | 2. kör            | Negyeddöntő       | Elődöntő          | Döntő             | Helyezés |
| Versenyző            | Versenyszám | Ellenfél Eredmény | Hely.     | Ellenfél Eredmény | Hely.     | Ellenfél Eredmény | Hely.     | Ellenfél Eredmény | Ellenfél Eredmény | Ellenfél Eredmény | Ellenfél Eredmény | Ellenfél Eredmény | Ellenfél Eredmény | Ellenfél Eredmény | Helyezés |
| -------------------- | ----------- | --- | --------- | ----------------- | --------- | ----------------- | --------- | ----------------- | ----------------- | ----------------- | ----------------- | ----------------- | ----------------- | ----------------- | -------- |
| Alessandra Mariéthoz | Tőr, egyéni | 9. csoport · Jacynthe Poirier (CAN) · 5–0 · Annapia Gandolfi (ITA) · 3–5 · Olga Voscsakina (URS) · 1–5 · Thak Cshongim (Tak Jeong-Im) (KOR) · 1–5 | 5.        | kiesett           | kiesett   | kiesett           | kiesett   | kiesett           | kiesett           | kiesett           | kiesett           | kiesett           | kiesett           | kiesett           | 37.      |
| Andrea Piros         | Tőr, egyéni | 6. csoport · Thalie Tremblay (CAN) · 3–5 · Isabelle Spennato (FRA) · 1–5 · Elisabeta Guzganu-Tufan (ROU) · 1–5 · Liz Thurley (GBR) · 4–5          | 5.        | kiesett           | kiesett   | kiesett           | kiesett   | kiesett           | kiesett           | kiesett           | kiesett           | kiesett           | kiesett           | kiesett           | 40.      |